# Вооружённые силы Канады
Вооружённые си́лы Кана́ды (англ. Canadian Armed Forces, CAF; фр. Forces armées canadiennes, FAC) — военная организация, несущая основную ответственность за оборону и защиту государственных интересов Канады, а также участвующая в поддержании мира и стабильности в различных регионах земного шара в соответствии с её международными обязательствами (в частности, в составе Международных сил содействия безопасности и в ходе американской операции «Несокрушимая свобода»).
Деятельность канадских Вооружённых сил регулируется «Законом о национальной обороне». Организация состоит из органов управления (Совет вооружённых сил, Министерство национальной обороны и так далее), Сухопутных войск, Военно-воздушных сил (RCAF) и Военно-морских сил (RCN). Военнослужащие принадлежат как к регулярным вооружённым силам, так и к резервным вооружённым силам, которые состоят из четырёх компонентов: основной резерв, дополнительный резерв, кадетские организации и канадские рейнджеры. Министерство национальной обороны осуществляет парламентский надзор и систему гражданской поддержки вооружённых сил.
Управляются Канадские вооружённые силы Советом вооружённых сил, которым руководит начальник штаба обороны. Главнокомандующим является правящий канадский монарх — король Карл III, которого представляет генерал-губернатор Канады. Это закреплено статьёй 15 Конституционного акта 1867 года, согласно которой королю принадлежит «главное командование сухопутной и морской милицией и всеми военными и морскими силами Канады», а также «Законом о милиции» 1904 года. Фактически же все законодательные акты по вопросам обороны и строительства вооружённых сил принимаются парламентом Канады, а административное и оперативное руководство войсками как в мирное, так и в военное время осуществляют премьер-министр, министр национальной обороны и начальник штаба обороны.

## Организационная структура
Существует следующая иерархия Канадских вооружённых сил:
Главнокомандующий — Его Величество король Карл III, которого представляет генерал-губернатор Канады Мэри Саймон с 2022 года
- Начальник штаба обороны, генерал Уэйн Эйр с 25 ноября 2021 года

- Заместитель начальника штаба обороны, генерал-лейтенант Гай Тибо
- Командующий Королевским канадским военно-морским флотом, вице-адмирал Крэйг Бейнс
- Командующий Сухопутными войсками Канады, генерал-лейтенант Уэйн Эйр
- Командующий Королевскими военно-воздушными силами Канады, генерал-лейтенант Аль Мейнзингер
- Начальник военной службы, генерал-майор Дэвид Миллар
- Командующий войсками специального назначения Канады, бригадный генерал Уильям Томпсон
- Командующий разведкой Канадских вооружённых сил, генерал-майор Кристиан Руссо
- Командующий совместными операциями Канады, генерал-лейтенант Стюарт Бир

Высшими органами оперативного и административного руководства вооружёнными силами являются министерство национальной обороны и штаб обороны Канады, а также штабы командующих функциональными командованиями.
Во главе министерства национальной обороны стоит министр национальной обороны Канады, являющийся гражданским лицом. Министр национальной обороны Канады с 26 октября 2021 года — Почтенная Анита Ананд. Министр назначается верховным главнокомандующим вооружёнными силами по представлению премьер-министра. Во главе штаба национальной обороны стоит начальник штаба — высший по должности и воинскому званию офицер канадских вооружённых сил. Он является главным советником министра обороны, премьер-министра и генерал-губернатора Канады по военным вопросам и несёт непосредственную ответственность за состояние боеготовности и оперативное руководство вооружёнными силами как в мирное, так и в военное время.

## Королевский канадский военно-морской флот

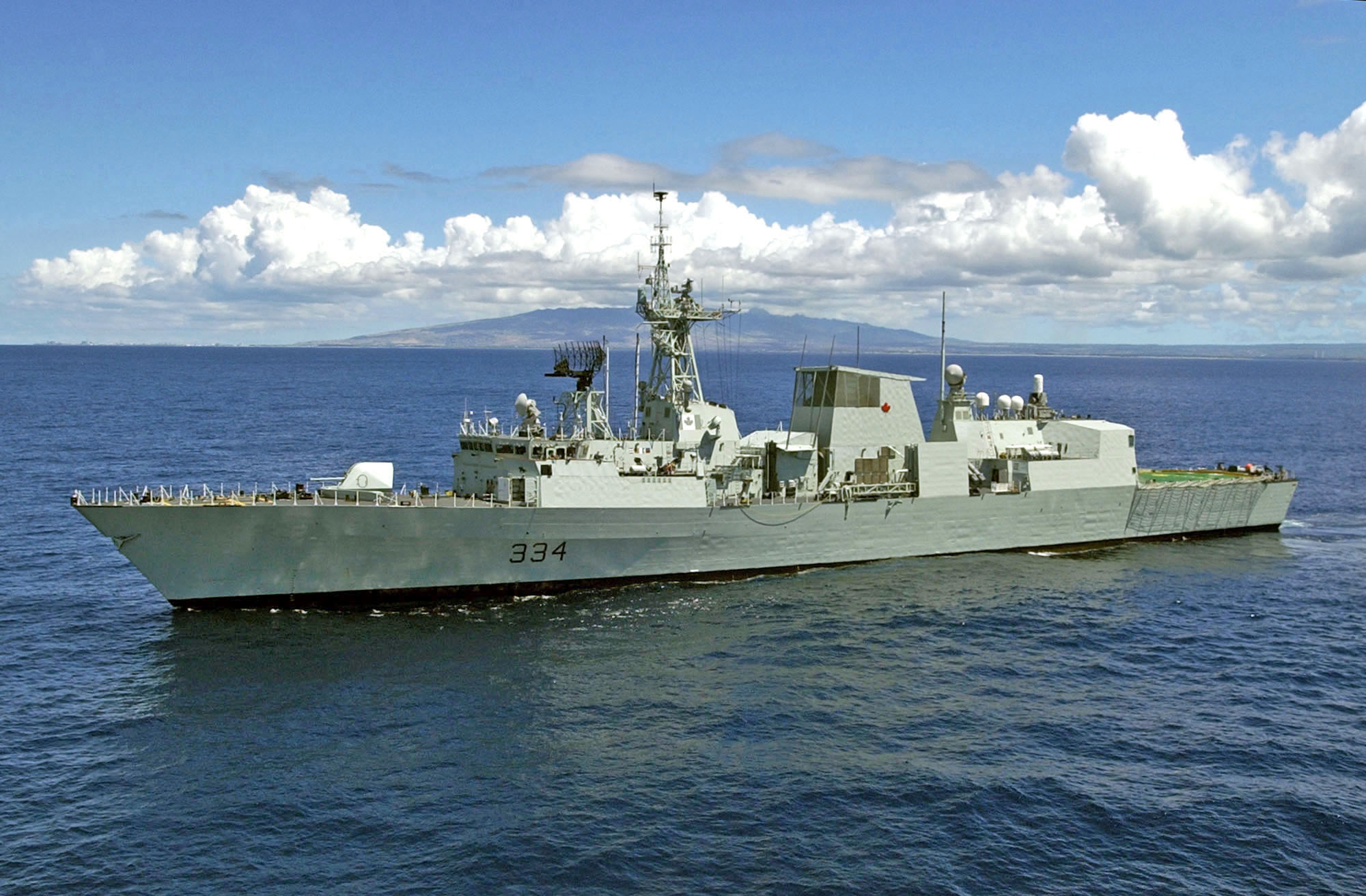
HMCS «Реджайна», сторожевой корабль

Королевский канадский военно-морской флот (RCN) возглавляет Командующий Королевским канадским военно-морским флотом, вице-адмирал Крэйг Бейнс. Флот включает в себя 33 военных корабля и подводных лодки и развёрнут двумя флотами: Военно-морские силы в Тихом океане (MARPAC) на базе «Эскуаймолт» в Британской Колумбии и Военно-морские силы в Атлантическом океане (MARLANT) на «Галифакс» в Новой Шотландии, и штаб-квартирой резервных войск (NAVRESHQ) в городе Квебеке в одноимённой провинции. Флот также дополнен самолётами, вёртолётами и вспомогательными судами. Флот участвует в операциях и учениях НАТО, корабли развёрнуты по всему миру для поддержки международных сил.

## Сухопутные войска

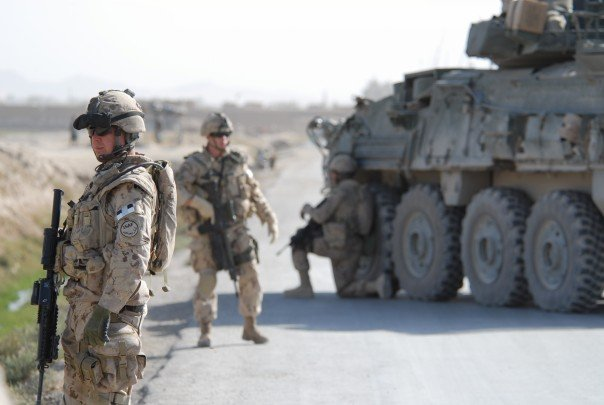
Солдаты Канадской гренадерской гвардии в провинции Кандагар.

Сухопутные войска возглавляет командующий сухопутными войсками Канады. Управление СВ Канады распределено между пятью дивизиями: 1-я дивизия, 2-я дивизия, 3-я дивизия, 4-я дивизия и 5-я дивизия. 1-я дивизия отвечает за обучение служащих в СВ и является штаб-квартирой СВ Канады.
В настоящее время регулярные вооружённые силы разделены на три отдельные механизированные бригады: 1-я механизированная бригада на базе «Эдмонтон» и базе «Шило», 2-я механизированная бригада в гарнизоне «Петавава» и базе обеспечения «Гейджтаун» и 5-я механизированная бригада на базе «Валькартье» и в городе Квебек. В состав каждой бригады входят по одному артиллерийскому, бронетанковому и инженерному полку, три пехотных батальона, батальон МТО, штабной/связной эскадрон и ещё несколько мелких подразделений поддержки. Совместно с каждой бригадой базируются тактическая вертолётная эскадрилья и медицинский отряд, которые не входят в её организационную структуру.
2-я, 3-я и 4-я дивизии имеют также бригады регулярных сил, и каждая дивизия, за исключением 1-й, имеет две или три бригады резервных сил. В общей сложности насчитывается десять бригад резервных войск. 2-я дивизия и 5-я дивизия имеют по две, а 3-я дивизия и 4-я дивизия — по три резервных бригады. Основные учебные центры и подразделения поддержки находятся на базах «Гейджтаун», «Уэйнрайт» и «Монреаль».

## Королевские военно-воздушные силы

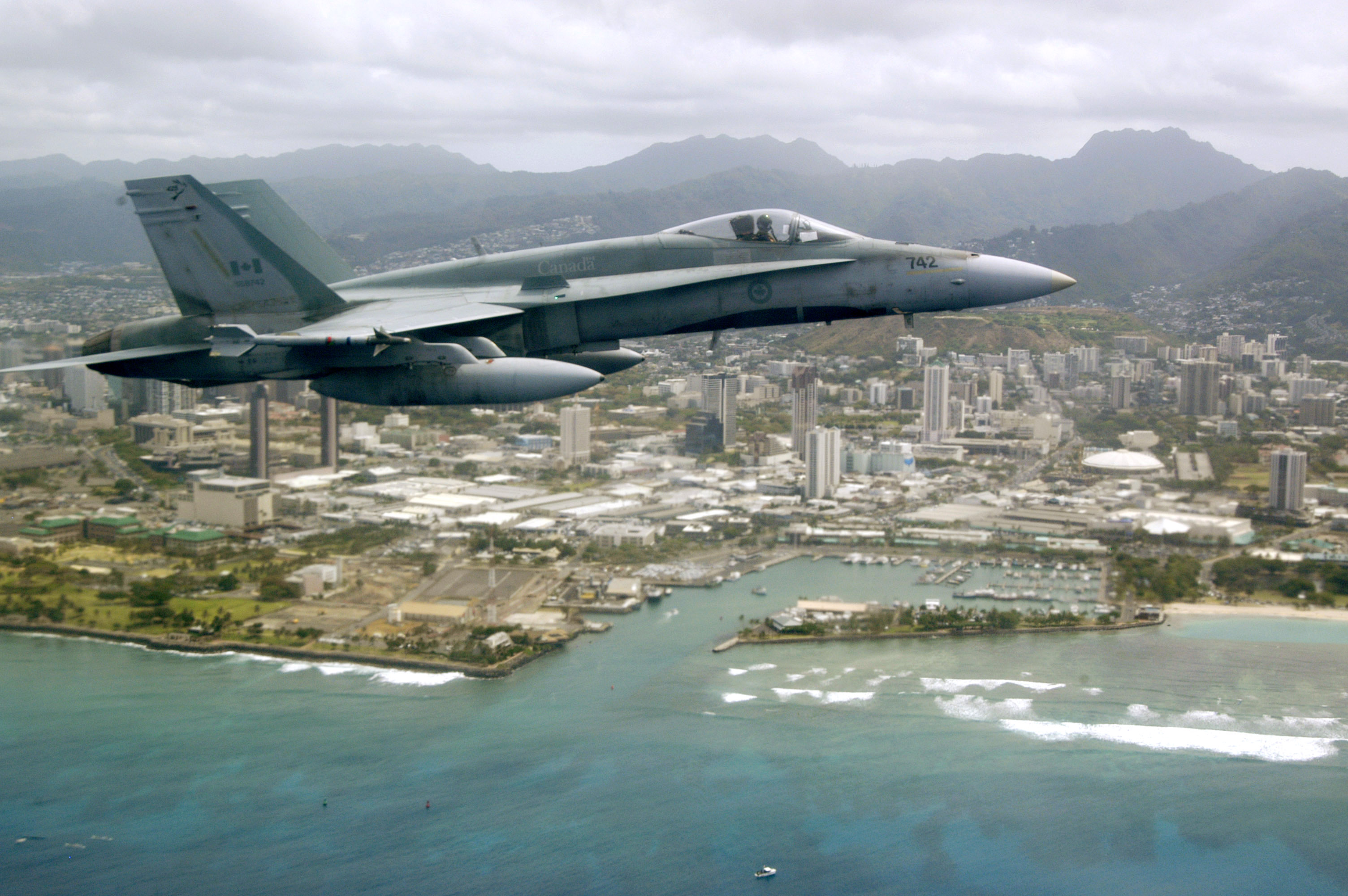
Истребитель CF-18 Hornet

Королевские военно-воздушные силы возглавляет Командующий Королевскими военно-воздушными силами Канады, генерал-лейтенант Аль Мейнзингер. Командующий 1-й Канадской авиационной дивизии и Канадской зоны НОРАД, которые располагаются на базе «Виннипег», отвечает за оперативное командование деятельностью военно-воздушных сил по всей Канаде и по всему миру. Операции 1-й Канадской авиационной дивизии осуществляются 11 крыльями, распределёнными по территории Канады. Командующий 2-й Канадской авиационной дивизией, бригадный генерал Брюс Плугман отвечает за обучение служащих в ВВС. Во 2-ю Канадскую авиационную дивизию входят два крыла. Крылья представляют группировки различных эскадрилий, как оперативных, так и поддержки, и варьируются по численности от сотен до нескольких тысяч человек.
Основные авиабазы расположены в провинциях Британская Колумбия, Саскачеван, Альберта, Манитоба, Онтарио, Квебек, Новая Шотландия и Ньюфаундленд и Лабрадор, командные, административные и контрольные учреждения находятся в Виннипеге и Норт-Бее. Канадская составляющая Сил воздушного дальнего радиолокационного обнаружения и управления НАТО находится на базе НАТО «Гайленкирхен» близ города Гайленкирхен, Германия.
Королевские военно-воздушные силы и Объединённая оперативная группа (Север) также имеют в различных точках Северной Канады цепь мест развёртывания на передовых позициях, которые способны поддерживать операции истребителей. Части эскадрилий CF-18 Hornet периодически развёртываются на этих аэродромах для тренировочных миссий и патрулирования воздушного пространства в Арктике.

## Командование совместных операций
Командование совместных операций Канады (CJOC) — оперативное командование, созданное в октябре 2012 года путём слияния Командования Канады, Командования экспедиционных войск Канады и Командования оперативной поддержки Канады. Новое командование, созданное в качестве меры по сокращению расходов в федеральном бюджете 2012 года, объединяет ресурсы, функции и обязанности трёх бывших командований в рамках единого штаба.

## Командование войск специального назначения
Командование войск специального назначения (CANSOFCOM) может выполнять боевые задания самостоятельно, но прежде всего создаёт подразделения специального назначения (SOF) для поддержки Командования совместных операций Канады. В состав Командования входят 2-я Объединённая оперативная группа (JTF2) и Канадское объединённое подразделение по аварийным ситуациям (CJIRU) на базе «Трентон», штаб-квартира Канадского объединённого подразделения по аварийным ситуациям находится на базе «Кингстон». Также в состав Командования входят Канадский полк специального назначения (CSOR)  и 427-я авиационная эскадрилья специального назначения (SOAS) в гарнизоне «Петавава». Командующий войсками специального назначения Канады — бригадный генерал Уильям Томпсон.

## Командование разведки Вооружённых сил
Командование разведки Канадских вооружённых сил (CFINTCOM) создано 27 июня 2013 года для усиления деятельности военной разведки. В состав Командования входят Объединённый центр данных видовой разведки (CFJIC), Национальное подразделение контрразведки Канадских вооружённых сил (CFNCIU), Объединённый метеорологический центр (JMC), Управление топографической и картографической съёмки (MCE), Объединённая оперативная группа (JTF-X). Командующий разведкой Канадских вооружённых сил — генерал-майор Кристиан Руссо.

## Резервные вооружённые силы
Резерв вооружённых сил Канады является их составной частью и предназначен для доукомплектования регулярных войск до штатов военного времени и формирования новых частей и соединений при мобилизационном развёртывании, а также для восполнения потерь в ходе военных действий.
Резерв подразделяется на две категории:
- основной резерв, резерв первой очереди (организованные по образцу регулярных войск части и подразделения, предназначенные для доукомплектования регулярных вооружённых сил до штатов военного времени при мобилизационном развертывании по принципу неполной занятости),
- дополнительный резерв (бывшие военнослужащие регулярных войск и основного резерва (до 65 лет))

### Командный состав инструкторов военных училищ
Командный состав инструкторов военных училищ (CIC) состоит из примерно 7500 офицеров и офицеров-курсантов, основной задачей которых является образование, безопасность, наблюдение и управление примерно 60 000 офицеров-курсантов. CIC — это составляющая Запаса Канадских вооружённых сил, представляющая три сферы: море, сушу и воздух. Курсанты, за которых отвечает CIC, находятся в возрасте от 12 до 19 лет (в курсанты можно записаться только в возрасте 12 лет и выйти в возрасте 19 лет) и размещены примерно в 1150 частях и эскадронах по всей Канаде.
Многие офицеры CIC — это бывшие курсанты, желающие продолжить своё участие в Движении курсантов Канады с курсантами Королевского военно-морского флота Канады, королевскими курсантами Канадских сухопутных войск или курсантами королевской авиации Канады. Другие офицеры — пенсионеры Регулярных сил или Запаса, родители или члены местной общины.

### Движение курсантов
Движение курсантов Канады (COATS) — это крупнейшая молодёжная инициатива, поддерживаемая правительством Канады посредством Министерства государственной обороны. Объединяет более 50 000 курсантов, деятельность которых контролируют 5 000 офицеров Командного состава инструкторов военных училищ (CIC). Движение курсантов Канады предлагает занятия для всех молодых канадцев в возрасте 12—19 лет, и является движением с военизированной организацией. Молодой человек, интересующийся Движением, может записаться в одну из трёх существующих ветвей: курсанты Авиации, курсанты Военно-морского флота и курсанты Сухопутных войск. В северных областях федеральное правительство предлагает молодёжные занятия посредством Juniors Rangers.
Структура Движения интегрирована в структуру Министерства государственной обороны, ДКК не имеет своей целью ни вербовку, ни пополнение кадров с его помощью. Происхождение Движения курсантов совсем иное; «курсанты Авиации» были основаны в 1941 для подготовки молодых лётчиков, их дальнейшей вербовки при достижении ими 16-летнего возраста и скорейшей отправки в действующие силы. Тем не менее, Движение модернизировалось и изменилось в соответствии с канадскими обычаями и ценностями, однако без отказа от своего прошлого.
Целью COATS является формирование лучших граждан, продвижение хорошей физической формы и поддержание интереса к той области, в которой занимается молодой человек (авиация, военно-морской флот, армия). Летние лагеря управления, подготовки, выживания, физического воспитания, музыки, пилотажа, парусного спорта и другого предлагаются бесплатно.

### Канадские рейнджеры
Канадские рейнджеры обеспечивают наблюдение и патрульно-постовую службу в канадской Арктике и в других отдалённых районах, являются важной составляющей резерва, используются для осуществления суверенитета Канады над её северной территорией.

## Военные базы
На территории Канады имеется 33 военных базы, используемых как совместно, так и в интересах отдельных видов вооружённых сил. Начиная с 1970-х годов, количество баз было уменьшено в рамках мер по сокращению бюджетных расходов и повышению эффективности их использования. По данным Справочника ЦРУ по странам мира и по оценкам, производящимся с 2005 года, оборонный бюджет Канады составляет 1,1 % её валового внутреннего продукта (ВВП), что является 126-м показателем в мире.
- CFB Esquimalt, Британская Колумбия
- CFB Halifax, Новая Шотландия
- CFS St. John’s, Ньюфаундленд и Лабрадор
- CFMETR Nanoose Bay, Британская Колумбия
- NRS Aldergrove, Британская Колумбия
- CFS Mill Cove, Новая Шотландия
- NRS Newport Corner, Новая Шотландия
- CGB Québec, Квебек

- CFB Borden, Онтарио
- CFB Edmonton, Альберта
- База Гейджтаун, Нью-Брансуик
- CFB Kingston, Онтарио
- CFB Montréal, Квебек
- База Петавава, Онтарио
- CFB Shilo, Манитоба
- CFB Suffield, Альберта
- База Валькартье, Квебек
- CFB Wainwright, Альберта
- LFCATC Meaford, Онтарио
- LFAATC Aldershot, Новая Шотландия

- База Баговиль (3 авиакрыла), Квебек
- CFB Comox (19 авиакрыльев), Британская Колумбия
- CFB Cold Lake (4 авиакрыла), Альберта
- CFB Gander (9 авиакрыльев), Ньюфаундленд и Лабрадор
- CFB Goose Bay (5 авиакрыльев), Ньюфаундленд и Лабрадор
- CFB Greenwood (14 авиакрыльев), Новая Шотландия
- CFB Moose Jaw (15 авиакрыльев), Саскачеван
- CFB North Bay (22 авиакрыла), Онтарио
- Patricia Bay, Британская Колумбия
- CFB Shearwater (12 авиакрыльев), Новая Шотландия
- CFB Trenton (8 авиакрыльев), Онтарио
- CFB Winnipeg (17 авиакрыльев), Манитоба

- NDHQ Ottawa, Онтарио
- CFS Alert, Нунавут
- CFS Leitrim, Онтарио
- CFSOC Det. Masset, Массет, Британская Колумбия
- CFSOC Det. Gander, Гандер, Ньюфаундленд и Лабрадор
- CFB Borden, Онтарио
- CFNA HQ Whitehorse, Юкон
- CFNA HQ Yellowknife, Северо-Западные территории
- CRPTC Connaught Range, Онтарио
- LFAATC Aldershot , Новая Шотландия
- База Валькартье, Квебек

## История

### Формирование и первые зарубежные развёртывания

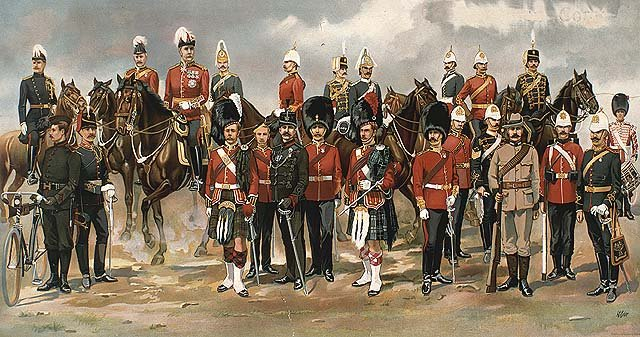
Униформа милиции в 1898 г.

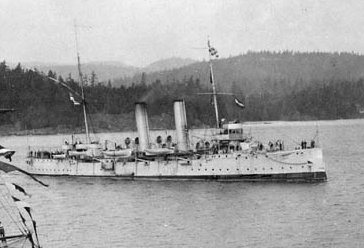
ККЕВ Рейнбоу, один из двух первых кораблей Канадского военно-морского флота

До образования Канадской конфедерации местное население могло поступать на службу в регулярные французские и британские войска, а также в местные милицейские формирования. В колониальный период и длительное время после того, как в 1867 г. Канада получила статус доминиона, такие формирования привлекались только к охране границ от вторжения извне, борьбе с индейскими племенами и подавлению восстаний. Некоторые части современной канадской армии ведут свою историю с начала XIX века, когда во время Англо-американской войны 1812 года для участия в обороне Британской Северной Америки от вторжения из США были созданы их предшественники — территориально-милицейские формирования.
С 1875 года канадскими сухопутными войсками командовал канадский генерал, но до 1906 года они оставались в подчинении британской короны. В 1906 году британские войска (армия и ВМС) покинули территорию Канады, где они базировались в Галифаксе (Новая Шотландия).
В соответствии с действовавшей в тот период территориально-милиционной системой комплектования вооружённых сил, канадское государство содержало в мирное время в частях и подразделениях, как правило, лишь командный состав, а переменный состав, приписанный к данным частям и подразделениям и проживавший вблизи мест дислокации этих формирований, регулярно призывался на учебные сборы. В случае мобилизации указанные части и подразделения должны были быстро доводиться до штатов военного времени. В Канаде спецификой комплектования было то, что и постоянный, и переменный состав состояли из добровольцев.
Канадские вооружённые силы, которыми руководило министерство милиции и обороны, подразделялись на постоянную и непостоянную активную милицию.
Первое зарубежное развёртывание канадских вооружённых сил произошло во время Второй англо-бурской войны, когда несколько канадских частей было сформировано для участия в боевых действиях под британским командованием (в частности, в битве при Пардеберге).
В 1910 году в Канаде был создан собственный Королевский канадский военно-морской флот (Военно-морские силы Канады), а позднее — Королевские военно-воздушные силы Канады. Первыми кораблями, купленными у британского адмиралтейства, стали бронепалубные крейсеры ККЕВ Найоби и ККЕВ Рейнбоу.

### Первая мировая война
Согласно официальным данным, регулярные вооружённые силы Канады накануне Первой мировой войны насчитывали всего 3379 чел. По мере нарастания международной напряжённости эта численность увеличивалась, и ко времени объявления Великобританией войны Германии и её союзникам в Канаде уже имелись сформированные из призывников-добровольцев национальные экспедиционные силы. На первом этапе в боевых действиях принимала участие лишь одна дивизия, но к концу 1916 г. на территории Франции находились уже четыре канадские дивизии, потерявшие 24 тыс. чел. в ходе битвы на Сомме. Весной 1917 г. эти дивизии, сведённые в Канадский корпус, приняли участие в наступлении войск Антанты во Франции. Однако к этому времени потери среди канадских военнослужащих заставили премьер-министра Канады Роберта Бордена обратиться к гражданам страны с просьбой поддержать введение призыва. Несмотря на мощное противодействие (главным образом со стороны франкоязычной провинции Квебек), предложение всё же получило поддержку. Всего было призвано ок. 400 тыс. чел., но на европейский фронт успело прибыть всего 24 тыс..
После окончания Первой мировой войны и непродолжительного участия канадских формирований в иностранной военной интервенции на территории России численность вооружённых сил с 331 тыс. чел. была к 1930-м гг. сокращена до 8 тыс. чел. К 1923 г. было создано министерство национальной обороны, однако милиционная система комплектования ВС оставалась без изменений и сухопутные войска продолжали именоваться милицией до ноября 1940 года, когда они стали называться Канадской армией. Обострение международной обстановки на рубеже 1930-х — 1940-х гг. заставило руководство страны обратиться к количественному и качественному наращиванию военного потенциала — в частности, закупкам новых самолётов и боевых кораблей.

### Вторая мировая война
Лишь в 1939 году, после того как 10 сентября канадское правительство объявило войну Германии, численность канадской армии стала увеличиваться. Почти сразу после вступления Великобритании во Вторую мировую войну канадский парламент объявил войну Германии и её союзникам. Осенью 1939 г. на Британские острова прибыла по морю первая канадская дивизия, усиленная эскадрильей самолётов-разведчиков. После разгрома в 1940 году Франции и в связи с угрозой германского вторжения в Великобританию канадское военно-политическое руководство отказалось от добровольного принципа комплектования армии и объявило призыв на военную службу. Уже к концу 1942 года за пределами страны было развёрнуто пять дивизий. В первые боевые столкновения канадские войска вступили в декабре 1941 г. при неудачной обороне Гонконга от японских сил. В августе 1942 г. несколько тысяч канадских военнослужащих в рядах союзной армии приняли участие в неудачном рейде во французский порт Дьеп, потеряв почти половину личного состава (2200 чел.) убитыми и взятыми в плен.
Неожиданно большие потери вынудили премьер-министра Канады Макензи Кинга в 1942 г. обратиться к гражданам страны с просьбой провести плебисцит и поддержать призыв на военную службу. Во всех провинциях, за исключением Квебека, призыв был поддержан населением. Квебекцы оказались в меньшинстве, и их отношение к правительству Кинга резко ухудшилось, что привело к кризису призыва на военную службу (1944). К концу войны более миллиона канадцев прошли службу в канадских и британских формированиях. Канадские лётчики приняли участие в Битве за Британию. Канадские ВМС участвовали в охране морских конвоев и битве в заливе Святого Лаврентия. 1-я Канадская пехотная дивизия в составе союзных войск приняла активное участие в освобождении Италии (1943 г.), Франции, Бельгии и Нидерландов (1944—1945 гг.), а 3-я Канадская пехотная дивизия 6 июля 1944 года участвовала в операции «Оверлорд» (высадка десанта в Нормандии), в таких крупных сражениях, как высадка в Нормандии (Джуно-бич) и сражение на Шельде. При этом канадцы за годы войны понесли относительно небольшие потери — чуть более 42 тыс. убитыми.
К окончанию Второй мировой войны канадские вооружённые силы имели численность 761 тыс. военнослужащих. В связи с завершением войны необходимость содержать столь крупную армию отпала, и Канада вернулась к комплектации вооружённых сил по принципу добровольности. Несмотря на заключение военного союза с США в 1947 г. и вступление Канады в НАТО в 1949 г., к началу холодной войны (Корейская война, 1950 г.) численность добровольческих канадских ВС составила чуть более 47 тыс. чел. В рамках обязательств перед блоком НАТО на крайнем Севере Канады была сооружена линия «Дью» из радиолокационных станций для отражения возможного нападения коммунистического блока. С корейской войны началось постепенное, в том числе и количественное, наращивание военного потенциала страны. Канадские солдаты особенно проявили себя в Капхёнской битве в Корее.

### Объединение
В конце 1960-х гг. правительство страны приняло решение отказаться от классического деления вооружённых сил на три самостоятельных вида (ВМФ, канадская армия и ВВС) и перейти к унифицированной форме организации с единой централизованной системой управления, тылового обеспечения и подготовки кадров.
В 1968 году правительство Канады, исходя из роли и места страны в военной организации НАТО, предназначения и сравнительно малой численности вооружённых сил, а также из соображений экономии финансовых и материальных ресурсов, приняло решение отказаться от их классического деления на три самостоятельных вида (Военно-морской флот, Сухопутные войска и Военно-воздушные силы) и перейти к унифицированной форме организации с единой централизованной системой управления, тылового обеспечения и подготовки кадров. В ходе реформы были упразднены штабы видов вооружённых сил и комитет начальников штабов, а также остальные органы оперативного и административного управления и обеспечения отдельных видов вооружённых сил.
С 1963 по 1984 Канадские вооружённые силы имели право использовать ядерный арсенал США. К окончанию холодной войны они насчитывали ок. 90 тыс. военнослужащих, выполнявших свои задачи в составе объединённых вооружённых сил НАТО в Европе (здесь на территории Западной Германии размещались части канадской армии и ВВС) и в составе многочисленных миссий ООН по поддержанию мира в кризисных регионах (Кипр, Ближний Восток, Босния и Герцеговина, Хорватия, Афганистан). Они принимали участие в войне в Персидском заливе (1990—1991) и операции войск НАТО в Косово.
Территориально-милиционная система при добровольном способе комплектования не могла обеспечить растущие потребности вооружённых сил, и они полностью перешли на экстерриториальный принцип комплектования.

## Канадские вооружённые силы в XXI веке
К началу 2000-х гг. численность регулярных войск сократилась почти вдвое и к 2003 году составила чуть более 56 тыс. чел. Было сокращено число используемых военных баз.

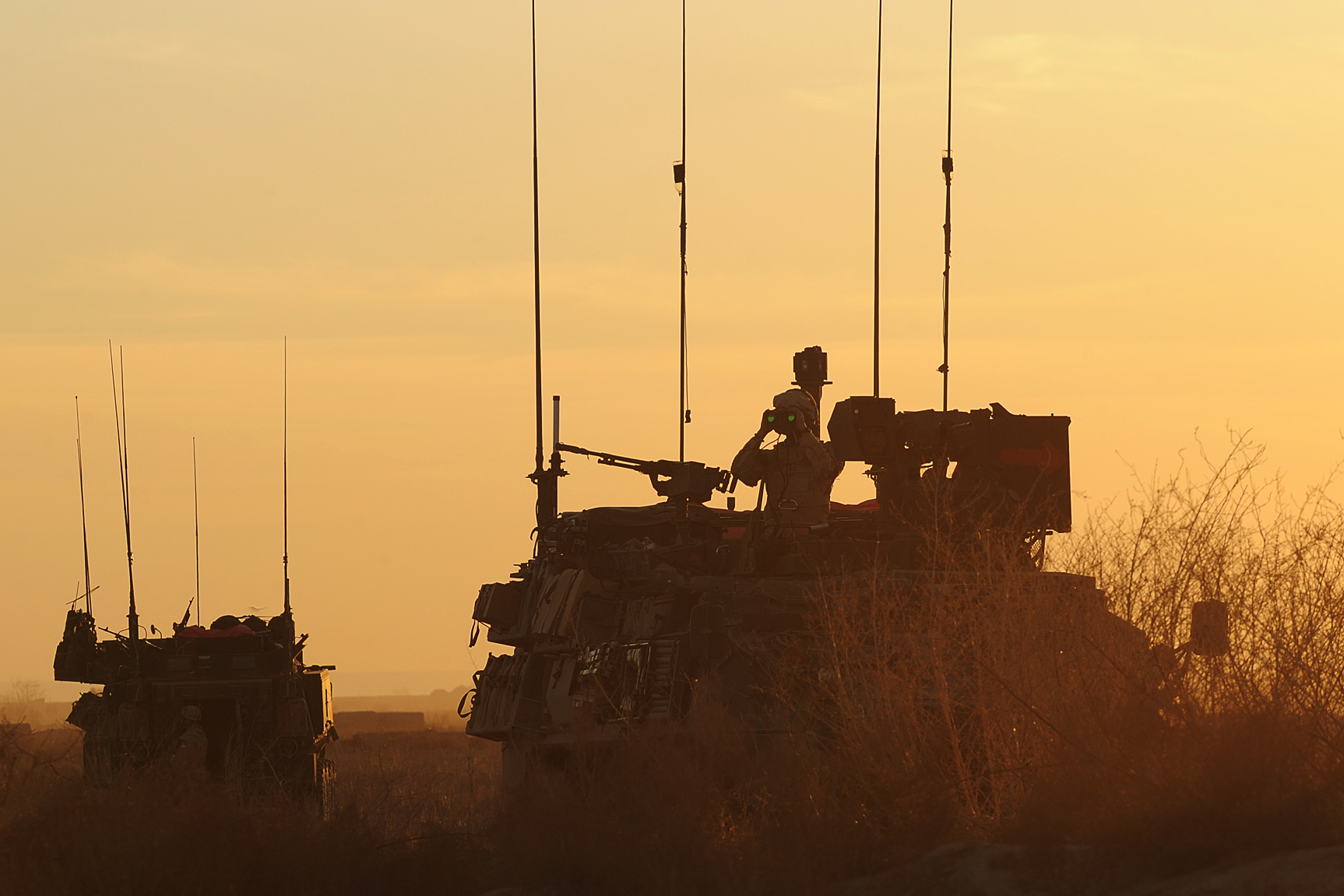
Патруль Канадского полка лёгкой пехоты принцессы Патриции на LAV III в Афганистане

Как отмечает в своей статье кандидат исторических наук, старший научный сотрудник Института США и Канады РАН Д. А. Володин, почти сразу после терактов на территории США 11 сентября 2001 г. в документах Министерства национальной обороны и штаба национальной обороны Канады был поставлен вопрос о необходимости радикального изменения канадских вооружённых сил для обеспечения их эффективности и боеспособности с учётом новой международной обстановки, характеризующейся завершением холодной войны и появлением новых угроз со стороны международного терроризма.
4 февраля 2005 г. начальником штаба национальной обороны Канады был назначен Рик Хиллиер, который представил премьер-министру Полу Мартину и министру национальной обороны Уильяму Грэму концепцию новой роли канадских вооружённых сил в мире. В результате уже начиная с 2005 финансового года на последующие пять лет на военные нужды было дополнительно выделено 12,8 млрд долл. Эти средства планировалось использовать на увеличение численности регулярной канадской армии на 5 тыс. чел. и резервистов — на 3 тыс., на закупку вертолётов, грузовиков, специальных самолётов для эксплуатации в условиях Крайнего Севера, оборудования для контртеррористического подразделения JTF-2 и обновление инфраструктуры.

### Новая военная доктрина
В апреле 2005 г. правительство Либеральной партии опубликовало Белую книгу по внешней политике, в которой впервые появилось изложение характера и масштабов преобразований, представляющих собой три взаимосвязанных процесса:
- пересмотр военной доктрины;
- изменение системы командования и организационной структуры канадских вооружённых сил;
- закупку новых систем вооружений и военной техники, а также модернизацию имеющихся под выполнение новых боевых задач[8].

Авторы документа, в частности, представили новое видение угроз, с которыми сталкивается Канада в новую эпоху: на смену прежней «советской» угрозе пришли новые угрозы, источником которых стали терроризм, распространение оружия массового уничтожения и так называемые «несостоявшиеся государства» («failed and failing states») — страны, «правительства которых не способны осуществлять политическую власть, обеспечивать безопасность и удовлетворять минимально необходимые нужды населения». Именно такие страны являются объектом основных усилий канадских вооружённых сил в ходе миротворческих операций за рубежом. Авторы документа, исходя, в частности, из афганского опыта, предложили использовать в будущих операциях по урегулированию сложных конфликтных и постконфликтных ситуаций в несостоявшихся государствах комплексный подход, основанный на сочетании миротворческих, гуманитарных и военных действий, — «война в трёх кварталах» («three-block war»). Это новое понятие предполагает одновременное «участие в боевых действиях с повстанцами в одной части города, осуществление стабилизационных и гуманитарных операций в другой части и восстановление разрушенного в третьем квартале того же города», сочетание военной силы, дипломатии и развития (defence, diplomacy and development).
Перестройка системы командования и организационной структуры канадских вооружённых сил имела целью обеспечить полностью интегрированный подход к проведению операций. Для этого, во-первых, было предложено сформировать специальное командование, которое отвечало бы исключительно за оборону территории Канады. Во-вторых, ставилась задача обеспечить способность подразделений разных видов вооружённых сил действовать в составе оперативных соединений постоянной боевой готовности и временных оперативных соединений как внутри страны, так и за рубежом, улучшить координацию действий вооружённых сил с другими министерствами и ведомствами, взаимодействие с союзниками (прежде всего, США), провести модернизацию систем управления, связи и разведки, техническое перевооружение всех видов вооружённых сил.

### Новая структура вооружённых сил
Уже в начале 2006 года в структуре вооружённых сил были созданы четыре новых командования — Командование Канады, Командование экспедиционных войск, Командование войск специального назначения, Командование оперативной поддержки.
С 2006 года была сформирована новая структура вооружённых сил, включающая следующие командования:
1. Командование Сухопутных войск (LFC)
2. Морское командование (MARCOM)
3. Авиационное командование (AIRCOM)
4. Командование Канады (COMCAN)
5. Командование экспедиционных войск Канады (COMFEC)
6. Командование войск специального назначения Канады (COMFOSCAN)
7. Командование оперативной поддержки Канады (COMSOCAN)

### Перевооружение
В июне 2008 года правительство Консервативной партии, пришедшей к власти в 2006 году, опубликовало Первую канадскую оборонную стратегию (Canada First Defence Strategy) — программу развития вооружённых сил Канады на период с 2008 по 2027 финансовые годы. Согласно этому документу, за это время расходы на оборону должны вырасти с 18 млрд долл. до более чем 30 млрд долл., а их доля по отношению к ВВП должна подняться с 1,5 % до 2 %. Численность регулярных сил планируется увеличить до 70 тыс., резерва — до 30 тыс. чел.
В августе 2011 года Морскому командованию, Авиационному командованию и Командованию сухопутных войск были возвращены прежние названия: Королевский канадский военно-морской флот, Королевские военно-воздушные силы Канады и Сухопутные войска Канады.
Как отмечает Д. А. Володин, новая военная стратегия в целом предусматривает создание сравнительно небольших, но хорошо вооружённых сил, способных к быстрой переброске на удалённые ТВД и к ведению там боевых действий в течение длительного времени.
Изменения, произошедшие в планах закупок военной техники, во многом были связаны с опытом участия Канады в военной операции в Афганистане. В частности, было пересмотрено ранее принятое решение о замене танков «Леопард» на лёгкую колёсную бронетехнику, которая обладает меньшей бронезащитой, что привело к многочисленным повреждениям от подрывов и нападений повстанцев. Лишь в 2006 г. Канада потеряла в Афганистане 36 человек убитыми, что стало самыми крупными канадскими потерями со времён Корейской войны. В апреле 2007 года было официально объявлено о закупке у Нидерландов 100 новых танков «Леопард 2». Кроме того, Канада намерена приобрести 18 разведывательно-ударных БПЛА и 17 установок РСЗО. Между тем, в июле 2009 г. канадская газета Девуар получила копию документа Канадских ВС по поводу состояния транспортных средств действующих сухопутных войск в Афганистане: от 35 до 60 % транспортных средств автомобильного парка находятся в нерабочем состоянии. Бывший глава штаба сухопутных войск генерал Эндрю Лесли считает, что это чрезвычайная ситуация для вооружённых сил, потому что обычно доля таких транспортных средств составляет около 10 %.
Канаде также предстоит решать проблемы организации быстрой доставки вооружённых сил на удалённые ТВД — не только за счёт приобретения новых военно-транспортных самолётов, но и за счёт размещения военных складов в стратегически важных регионах мира.
В декабре 2008 года было подписано соглашение с Германией о размещении склада вооружения на военной базе Шпангдалем. Ведутся аналогичные переговоры с другими членами НАТО, а в будущем Канада намерена заключить такие соглашения со странами Африки, Ближнего и Дальнего Востока, Центральной и Южной Америки.

### Операции за рубежом
До эпидемии Covid около 8000 канадских военнослужащих (одна треть численности) участвовали в военных операциях за рубежом, в которые вовлечены Королевские ВВС, Королевский флот и Канадская армия. В настоящий момент количество военнослужащих, участвующих в зарубежных операциях, сократилось до 2 тысяч, они разбросаны по 20 локациям по всему миру. В частности, Вооружённые силы Канады с 2014 года развернули операцию «Unifier (Объединитель)» на Украине, в рамках которой провели 726 учебных курсов для  33 346 украинских военнослужащих, в том числе 1 951 бойца Национальной гвардии Украины и полка «Азов». За годы операции Канада предоставила Украине помощь в размере 826 млн. канадских долларов (свыше 705 млн. долларов США).
В начале февраля 2022 года, еще до начала вторжения России на Украину, правительство Канады приняло решение об отправке летального вооружения Украине, в том числе пулеметов, ручных пистолетов, карабинов и боеприпасов, на сумму 7,8 миллиона долларов, а также предоставлении нового кредита в размере 500 миллионов долларов в дополнение к предоставленному в январе кредиту на  120 миллионов долларов.

## Текущее развёртывание
С 2001 года 2 500 солдат размещены на боевых позициях в Афганистане в рамках миссии НАТО «Международные силы содействия безопасности». КВС называют это развёртывание операцией «Афина».
С 2017 года батальон численностью в 1 000 военнослужащих планируется разместить на территории Латвии.
Также в различных странах, например, в Кэмп-Мираже или на Гаити, находятся точки базирования канадских военных для разведки, содействия или материально-технического обеспечения.
В рамках военного сотрудничества с США рассматривается вопрос о размещении до 2022 года элементов системы ПРО США в северных провинциях Канады.